# Razmik Papikyan
Razmik Papikyan (in armeno Ռազմիկ Պապիկյան?; Erevan, 12 settembre 1999) è un lottatore armeno.

## Biografia
Ha ottenuto il suo primo podio internazionale in ambito giovanile ai europei cadetti (U18) di Stoccolma 2016, dove ha vinto l'argento nel torneo dei 46 chilogrammi, perdendo in finale con il russo Alik Khadartsev.
Razmik Papikyan è stato insignito del titolo di Master of Sports dagli ordini pertinenti del presidente e del ministro della Repubblica di Armenia.
Nel 2019, all'età di 20 anni, è diventato il campione della Repubblica d'Armenia nella categoria di peso fino a 61 kg.
Razmik ha vinto diversi importanti concorsi internazionali.
Ha vinto il campionato di lotta libera 2020 della Repubblica d'Armenia nella categoria di peso fino a 61 kg.

## Palmarès
- Europei cadetti

Stoccolma 2016: argento nei -46 kg;
- Campione nazionale assoluto 2019-2020[6]
- Campione giovanile della Repubblica d'Armenia 2015-2016.[7]
- Medaglia d'oro alla 5ª Coppa del Mondo 2020[8][9]